# Jean Castellini
Pour les articles homonymes, voir Castellini.
Jean Castellini, né le 21 janvier 1968 à Monaco, est un homme politique monégasque.

## Biographie
Jean Castellini naît le 21 janvier 1968 à Monaco. Après une classe préparatoire au lycée Masséna, il intègre l'École des hautes études commerciales de Paris, dont il sort diplômé en 1989.
Le 21 décembre 2012, il est nommé conseiller de gouvernement-ministre des Finances et de l'Économie. Il conserve son poste jusqu'au 15 septembre 2023.

## Décorations
- Officier de l'ordre de Saint-Charles le 17 novembre 2019[4].